# Max Frisch
Max Frisch (Zurique, 15 de maio de 1911 - 4 de abril de 1991) foi um arquiteto e escritor suíço do pós-guerra influenciado pelo existencialismo e por Brecht. Em suas obras teve como tema os efeitos da sociedade moderna sobre o indivíduo ao tratar das crises intelectual, moral e social da contemporaneidade.
Frisch alcançou um vasto público com peças teatrais como Biedermann und die Brandstifter (trad: Biedermann e os incendiários) e Andorra, assim como com seus três grandes romances Stiller (Eu não sou Stiller), Homo faber e Mein Name sei Gantenbein (Gantenbein), conseguindo, dessa forma, adentrar o cânone escolar. Além disso, publicou dramas para o rádio, contos e pequenos textos em prosa. Também fazem parte da sua obra, dois diários que compreendem os períodos de 1946-1949  e 1966-1971.
O jovem Max Frisch percebia a existência civil e artística como inconciliáveis e, durante muito tempo, esteve incerto sobre qual projeto de vida deveria escolher. Em decorrência dessa indecisão, apenas depois de ter interrompido seus estudos de germanística e seus primeiros trabalhos literários é que Frisch concluiu seus estudos de arquitetura e, então, trabalhou durante um ano como arquiteto.
Apenas depois do sucesso de seu romance Stiller, Frisch optou definitivamente pela vida de escritor e deixou sua família a fim de dedicar-se inteiramente à escrita.
No centro do trabalho de Frisch está, constantemente, a disputa consigo mesmo, a qual decorre de vários problemas colocados como típicos da sociedade pós-moderna: encontrar e afirmar uma identidade própria – principalmente em contraste com as figuras sólidas dos outros -, construir a própria biografia e resolver seu próprio papel de gênero, além de encontrar a resposta para o questionamento: o que, afinal, pode ser dito?
No diário literário, que combina elementos autobiográficos e elementos ficcionais, Frisch encontrou a melhor maneira de se expressar e também compartilhar suas longas viagens.
Depois de anos vivendo no exterior, ocupou-se com seu retorno à pátria, a Suíça, e com o crescente estado crítico do país.

## Vida

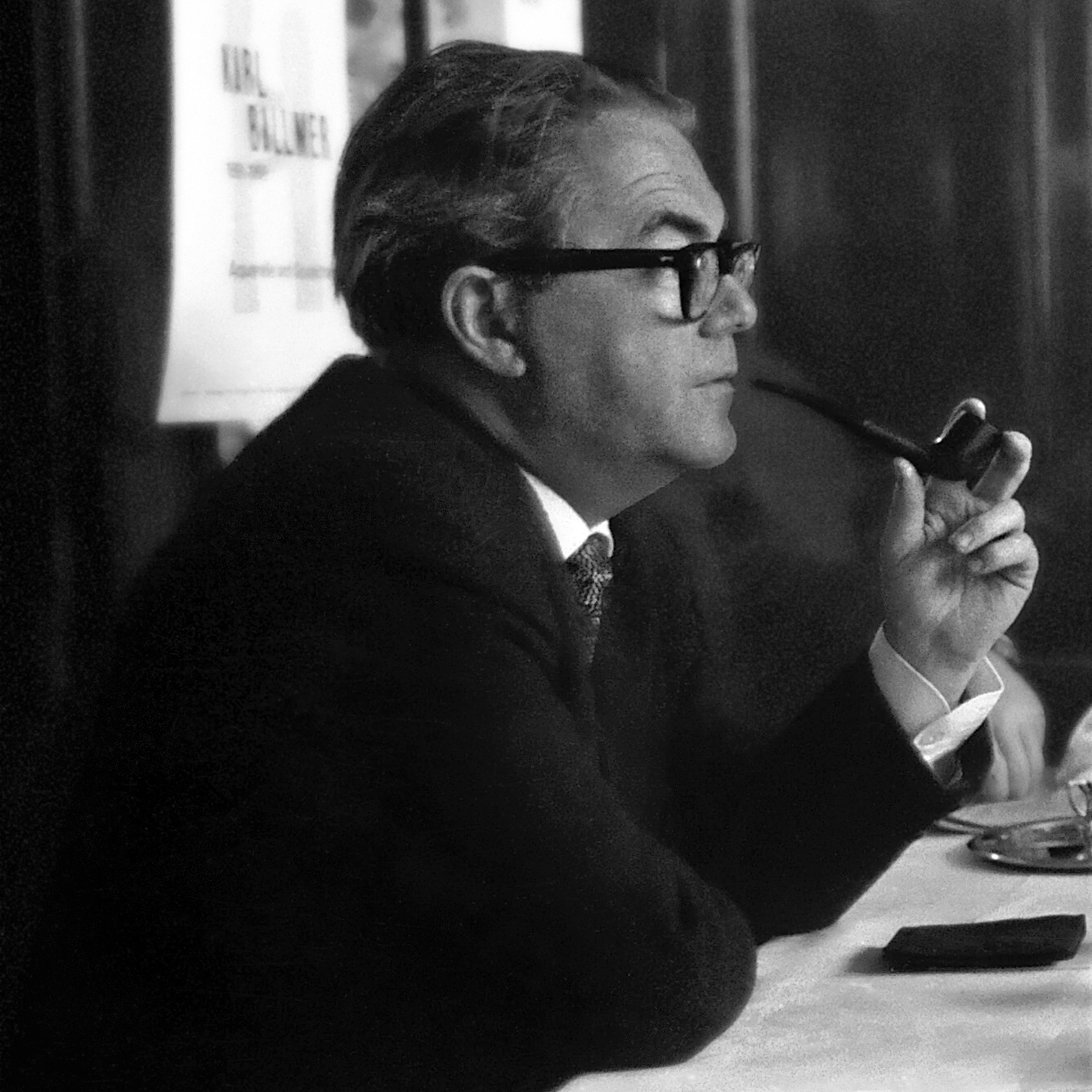
Max Frisch

### Casa dos pais e período escolar
Max Frisch nasceu em 15 de maio de 1911 em Zurique, sendo o segundo filho do arquiteto Franz Bruno Frisch e sua esposa Karolina Bettina Frisch (nascida Wildermuth). Teve uma meia irmã do primeiro casamento do pai, Emma Elisabeth (1899 -1972), e um irmão oito anos mais velho, que recebeu o mesmo nome do pai, Franz (1903 – 1978). A família viveu de maneira simples e teve sua situação financeira agravada quando o pai perdeu seu emprego durante a Primeira Guerra Mundial. Frisch tinha uma relação pouco afetiva com o pai,  mas era bastante próximo de sua mãe.
Durante o período em que era estudante do Gimnasyum, de 1924 a 1930, escreveu suas primeiras obras, as quais tentou sem sucesso apresentar em um espetáculo e as quais, mais tarde, acabou destruindo. Ainda no Gymnasium, conheceu Werner Coninx, cujo pai era dono de uma editora e cujos conhecimentos sobre literatura e filosofia deram inúmeros incentivos a Frisch ao decorrer de sua amizade de longa data. 

### Estudos de germanística e trabalho como jornalista

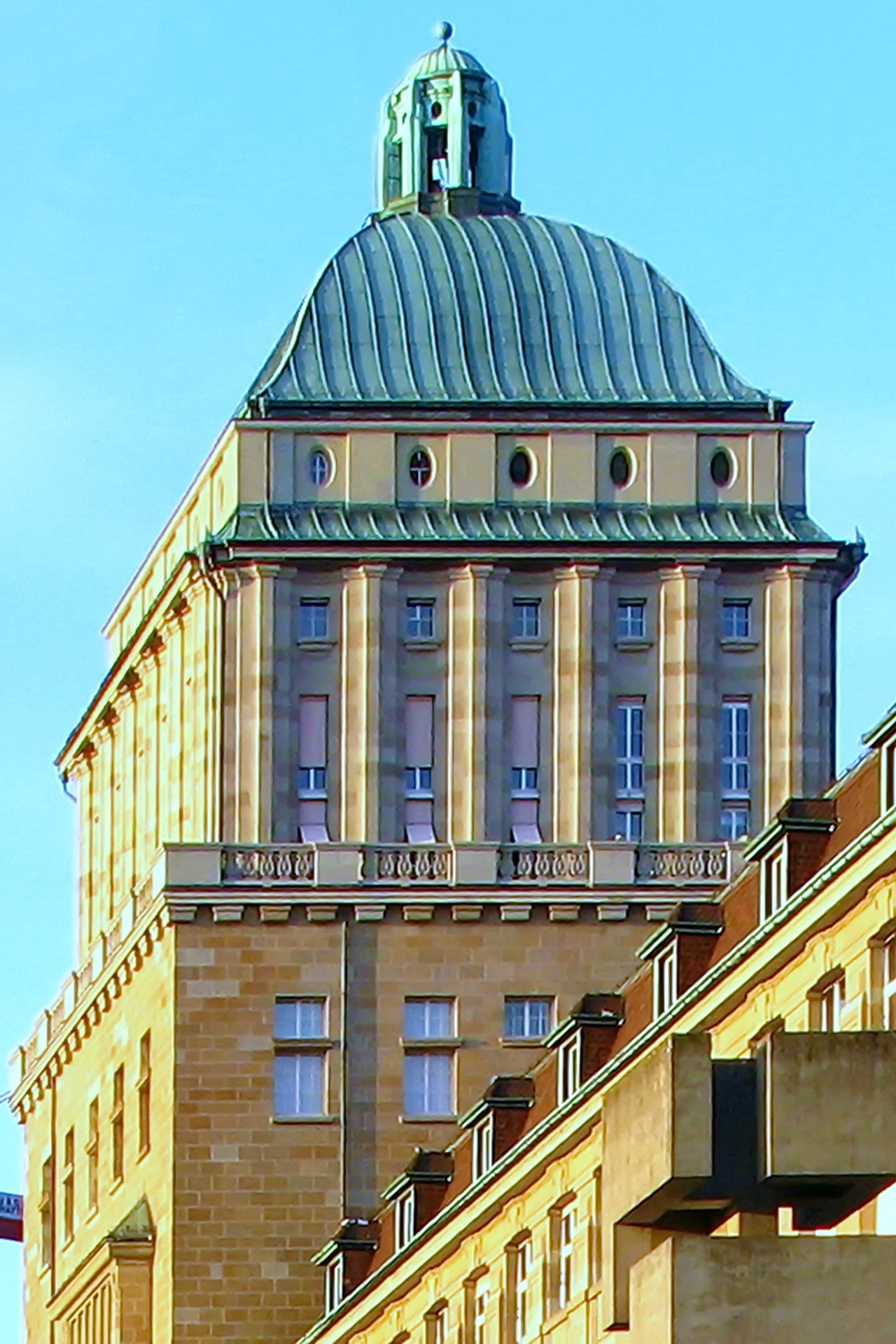
Prédio principal da Universidade de Zurique, onde Frisch estudou germanística a partir de 1930.

Seguindo o desejo de seus pais, de que os filhos tivessem a possibilidade de livre escolha de seus cursos, Frisch começa seus estudos em germanística no semestre de virada de 1930/31 na Universidade de Zurique. Por um lado, lá ele encontrou professores universitários, que o impressionaram e que podiam lhe fornecer contatos para editoras e jornais, entre eles Robert Faesi, escritor e professor de literatura suíça e contemporânea, e o romancista Theophil Spoerri. Por outro lado, ele logo constatou que o currículo acadêmico não poderia oferecer a ele as ferramentas necessárias para que escrevesse bem, ao contrário do que ele esperava. Como matéria secundária, Frisch cursou Psicologia Forense, a partir da qual ele decidiu, como promessa a si mesmo, ter percepções mais profundas sobre a essência da existência humana.
A primeira contribuição de Frisch ao Neuen Zürcher Zeitung – NZZ (Novo Jornal Zuriquenho) ocorreu em maio de 1931. Assim que seu pai faleceu, em março do mesmo ano, ele se concentrou cada vez mais no trabalho jornalístico, para garantir a sobrevivência de sua mãe e a sua. Esta etapa de sua vida vira o tema de sua dissertação feita em abril de 1932 ‘O quê sou eu?’, que é considerado o verdadeiro início de seu trabalho como autônomo e revela o principal problema de muitas de suas obras posteriores. Nos três anos seguintes, cria mais de cem trabalhos jornalísticos e literários, que concentram-se principalmente em uma introspecção autobiográfica e em suas experiências privadas, além de abordar um pouco sua separação de Else Schebesta, uma atriz de dezoito anos por quem ele se apaixonara. Apenas alguns poucos desses textos seriam mais tarde incluídos em sua obra. Mesmo durante sua criação, o próprio autor teve, algumas vezes, a impressão de que sua autorreflexão saía de controle, e tentou se distrair através de trabalhos braçais, como trabalhando na construção de estradas, em uma colônia de estudantes em 1932.
De fevereiro a outubro de 1933, Frisch realizou seu desejo de fazer uma longa viagem para fora do país, que ele financiou escrevendo folhetins durante a própria viagem. Assim ele enviou relatos para o NZZ, entre outras coisas, sobre o campeonato mundial de Hockey no gelo em Praga. Outras paradas foram Budapeste, Belgrado, Sarajevo, Dubrovnik, Zagreb, Istambul, Atenas, Bari e Roma. Das experiências dessa viagem surgiu o primeiro romance de Frisch, Jürg Reinhart, publicado em 1934. A personagem Jürg Reinhart seria o alter ego de Frisch, que procura, no percurso de uma viagem aos Balcãs, estabelecer seu lugar na vida. Assim, ele chega à conclusão de que só pode se assegurar de sua maturidade se fizer algo viril,  e o faz ao acabar com a vida da filha de sua senhoria, que é doente terminal. A mudança de significado que o conceito “eutanásia” receberia dos nazistas poucos anos depois, Frisch não poderia ter previsto.
Em paralelo com seu trabalho para diferentes jornais, Frisch ocupou-se até 1934 com cursos na universidade. No semestre do verão de 1934, ele conheceu Käte Rubensohn, três anos mais nova do que ele, com quem ele teve, nos anos seguintes, uma relação amorosa. Käte, por ser judia, emigrou de Berlim para poder continuar a fazer faculdade. Quando Frisch viajou pela primeira vez para o então Império Alemão, em 1935, ele fez em seu pequeno diário uma declaração crítica contra o antissemitismo. No entanto, expressou admiração pela exposição etnológica, Wunder des Lebens, de Herbert Bayer. Frisch sabia que os passos seguintes do partido nazista nos anos 1930 não podiam ainda ser previstos, e  pode publicar sem problemas seu primeiro romance não-político pela editora Deutschen Verlags-Anstalt, que estava sujeita à censura do governo nazista. No decorrer dos anos 1940, Frisch começa a desenvolver uma consciência política. Esse lento desenvolvimento é hoje, em parte, explicado pelo clima conservador da Universidade de Zurique, na qual alguns professores até simpatizavam com Hitler e Mussolini. Mais tarde, fazendo uma autocrítica a seu amor por Käte Rubensohn, Frisch explica que era alheio a tais simpatias.

### Ênfase na Arquitetura e constituição de família

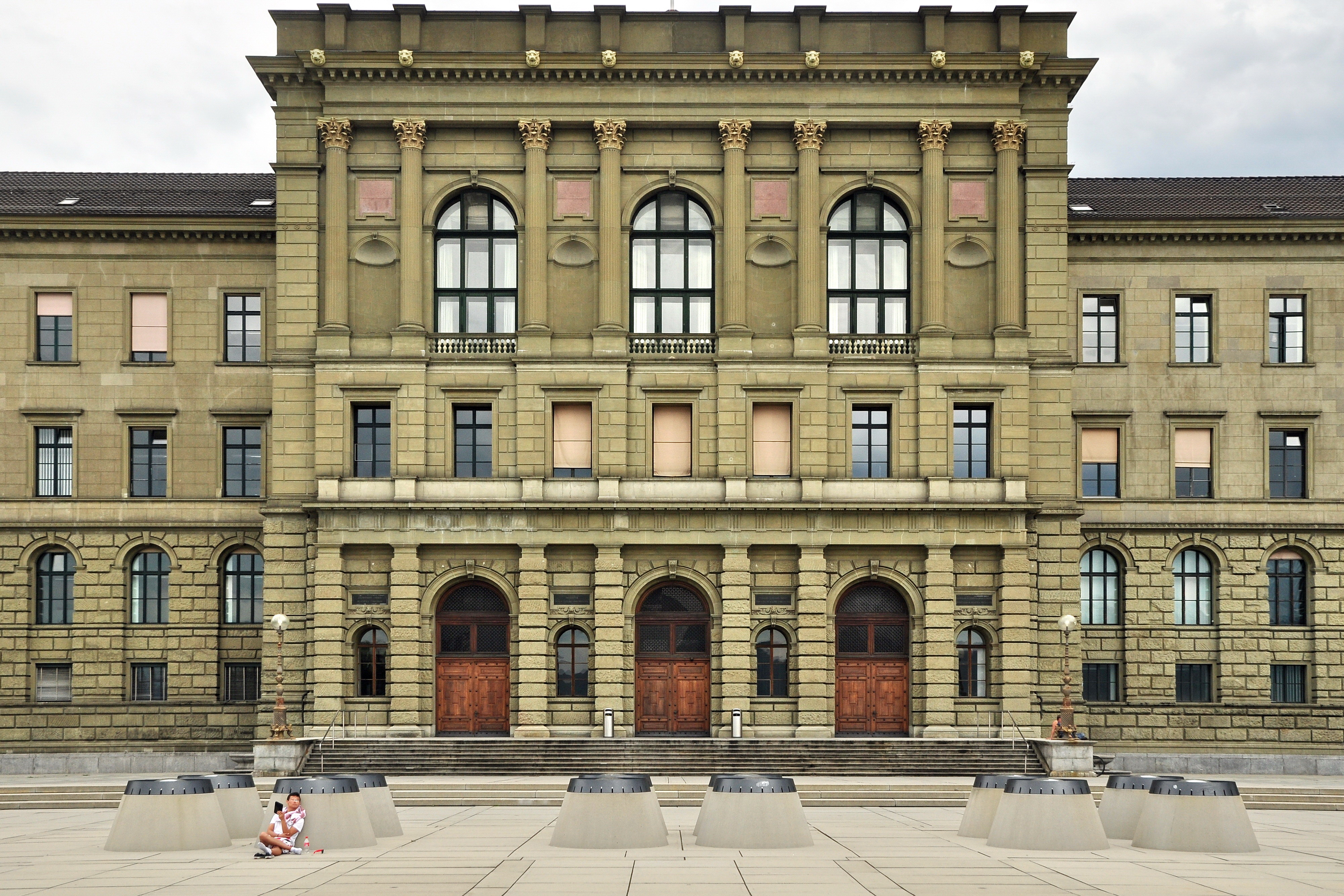
Prédio principal do Instituto Federal de Tecnologia de Zurique (ETH Zürich), em que Frisch estudou arquitetura a partir de 1936.

Sentindo que seu curso de germanística não estava lhe proporcionando trabalhos de verdade, Frisch começou a procurar uma alternativa - não tão literária, mas também criativa – no jornalismo. Com o auxílio de uma bolsa de estudos de seu amigo Werner Coninx, começou o curso de arquitetura no Instituto Federal de Tecnologia de Zurique (ETH Zürich) em 1936. Käte também o havia inspirado a dar esse passo. No mesmo ano, ela retirou seu consentimento para o casamento já previamente registrado em cartório, pois não queria que ele se casasse com ela por pena devido à sua situação como alemã judia na Suíça.  No outono de 1937, Frisch e Kate se separaram e, na primavera do ano seguinte, ela se mudou para a Basileia.
Em 1937, Frisch criou seu segundo romance, Antwort aus der Stille (Uma resposta do Silêncio), pelo qual o autor foi julgado de forma aniquiladora. Ele volta ao tema “ato masculino”, mas agora se posicionando expressamente por um modo de vida burguês. Com essa atitude, Frisch colheu consequências privadas: ele deixou apagar seu título profissional, “escritor”, de seu passaporte e queimou todas suas obras passadas. A intenção de Frisch era desistir de escrever, no entanto, quando ele ganhou o prêmio Conrad-Ferdinand-Meyer em 1938, além dos 3.000 francos suíços com os quais ele fora dotado, mudou de ideia. Sua bolsa anual valia, naquele momento, 4.000 francos.
No começo da Segunda Guerra Mundial, em 1939, Frisch era artilheiro do exército suíço e cumpriu, até 1945, em torno de 650 dias de serviço ativo. Durante esse período, voltou a escrever e publicou, em 1939, suas notas sob o título de Aus dem Tagebuch eines Soldaten (Diário de um soldado) no Zeitschrift Atlantis (Jornal Atlantis) – no ano seguinte publica-as como livro sob o título Blätter aus dem Brotsack (Folhas de um saco de pão). Nele vem à tona uma atitude em boa parte acrítica em relação à vida de soldado e à posição da Suíça na Segunda Guerra Mundial, coisa que Frisch explorou e depois revisou em Dientsbücherlei (Livrinho de serviço), em 1974.
Depois de receber seu diploma em arquitetura, no verão de 1940, pediu a seu professor, William Dunkel, um emprego fixo em seu escritório de arquitetura, para que Frisch, ao final de 1940, pudesse ter sua primeira moradia própria. No ateliê de Dunkel, ele conheceu a arquiteta Gertrud von Meyenburg, com quem casou-se em 30 de julho de 1942. Com ela, teve duas filhas: Ursula, que nasceu em 1943, e Charlotte, que nasceu em 1949; e, além delas, um filho, Hans Peter, que nasceu em 1944. Sua filha Ursula, mais tarde Ursula Priess, reflete sobre sua difícil relação com o pai em seu livro publicado em 2009, Sturz durch alle Spiegel (Queda através de todos os espelhos). 

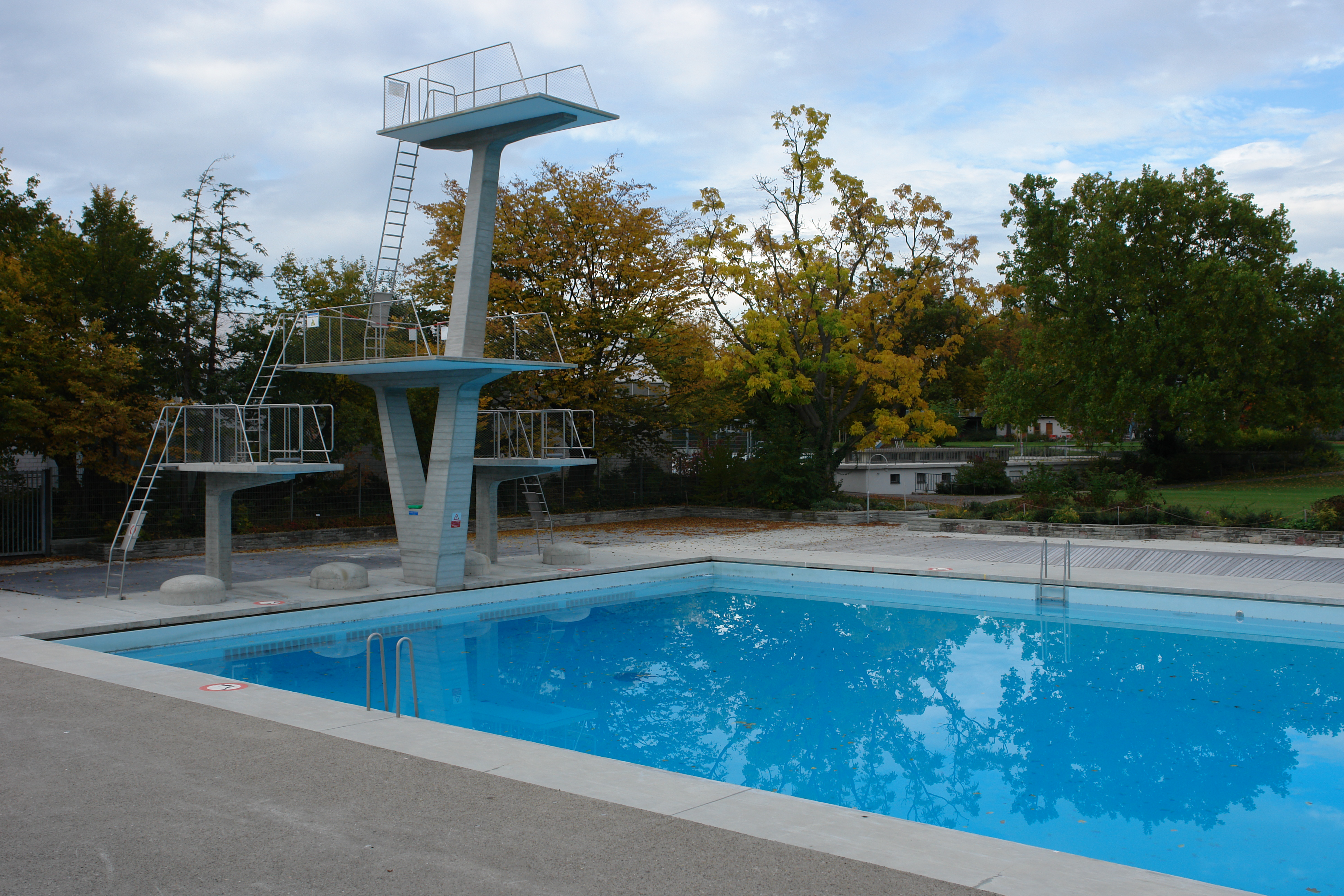
Trampolim de dez metros na piscina olímpica ao ar livre de Letzigraben

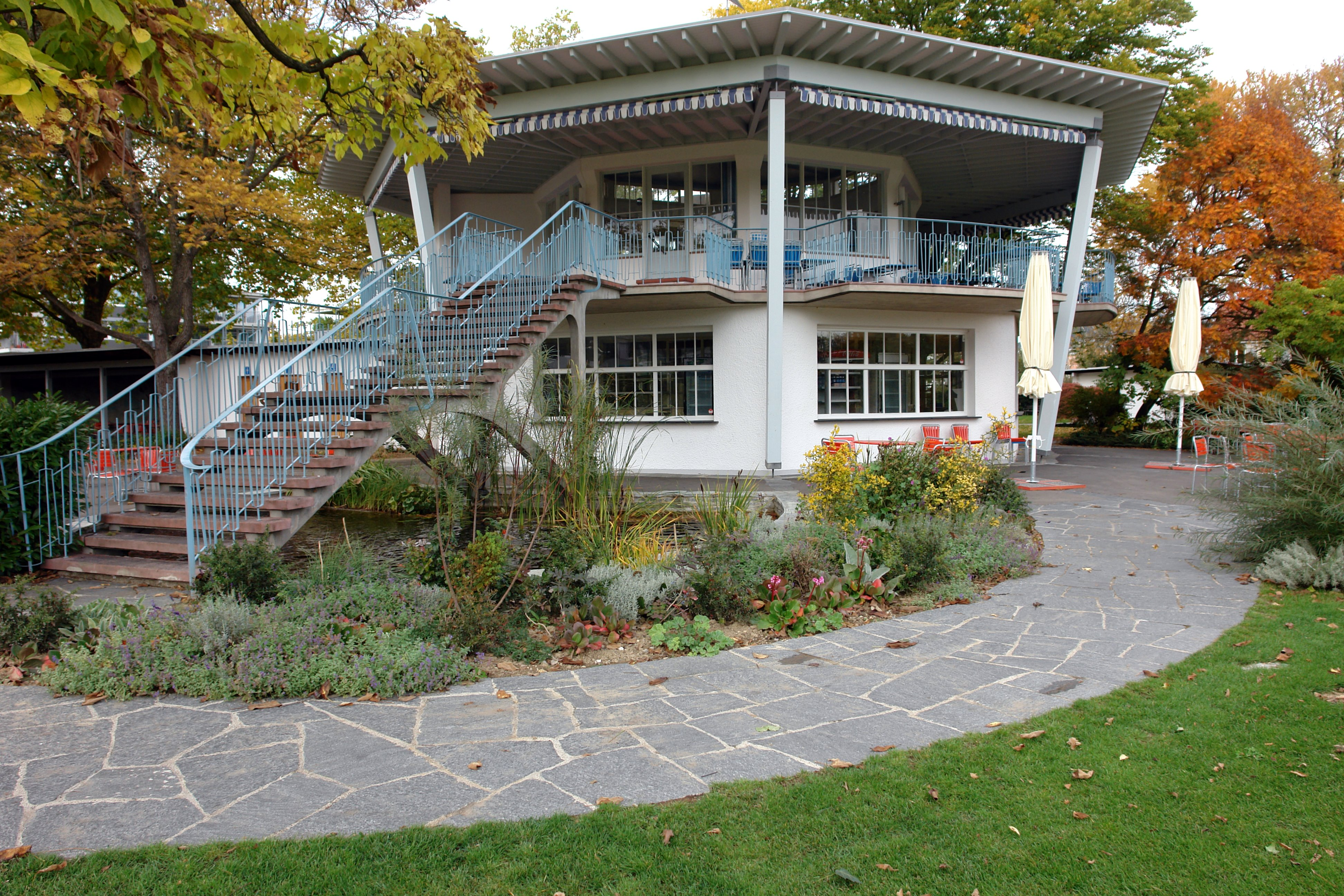
Pavilhão- restaurante da piscina ao ar livre de Letzigraben planejado por Frisch

Em 1943, Frisch ganhou a Competição de Arquitetura da cidade de Zurique,  que recebeu cerca de 65 projetos inscritos para a construção da piscina ao ar livre de Letzigraben (chamada também de Letzibad ou Max-Frisch-Bad). A infraestrutura da piscina, aberta em 1949, está hoje tombada e passou por uma reforma total em 2006/07, trazendo-a, em grande parte, novamente para seu estado original. A piscina ao ar livre de Letzigraben é o único trabalho de arquitetura de construção pública de Frisch que é reconhecido, e é tido como uma referência de criatividade e qualidade na história da arquitetura. O edital para a Competição de Arquitetura foi inspirado na Bad Allenmoos, de Max Ernst Haefeli e Werner Max Moser, construção internacionalmente reconhecida, inaugurada em 1938. Logo em seguida, ele inaugurou seu próprio escritório de arquitetura e contratou temporariamente dois desenhistas profissionais. Graças à falta de material devido à guerra, a construção só pôde ser iniciada em 1947.
No total, Frisch projetou uma  quantidade relevante de obras, das quais, no entanto, além da piscina ao ar livre, apenas duas foram efetivamente construídas: uma casa para seu irmão Franz e uma casa de campo para o fabricante de tintura de cabelo, K. F. Ferster. Este iria ao tribunal contra Frisch por danos morais, depois de ele ter mudado, sem consultar o cliente, as medidas já combinadas da escadaria da casa. Frisch vingou-se ao nomear o protagonista de seu livro de drama Biedermann und die Brandstifler (Biedermann e os incendiários) o emprego de fabricante de tintura para cabelo. Também durante sua prática como arquiteto, Frisch ficava na maioria das vezes apenas durante a manhã em seu escritório. Boa parte de seu tempo ele dedicava à escrita.

### Trabalhos para o teatro

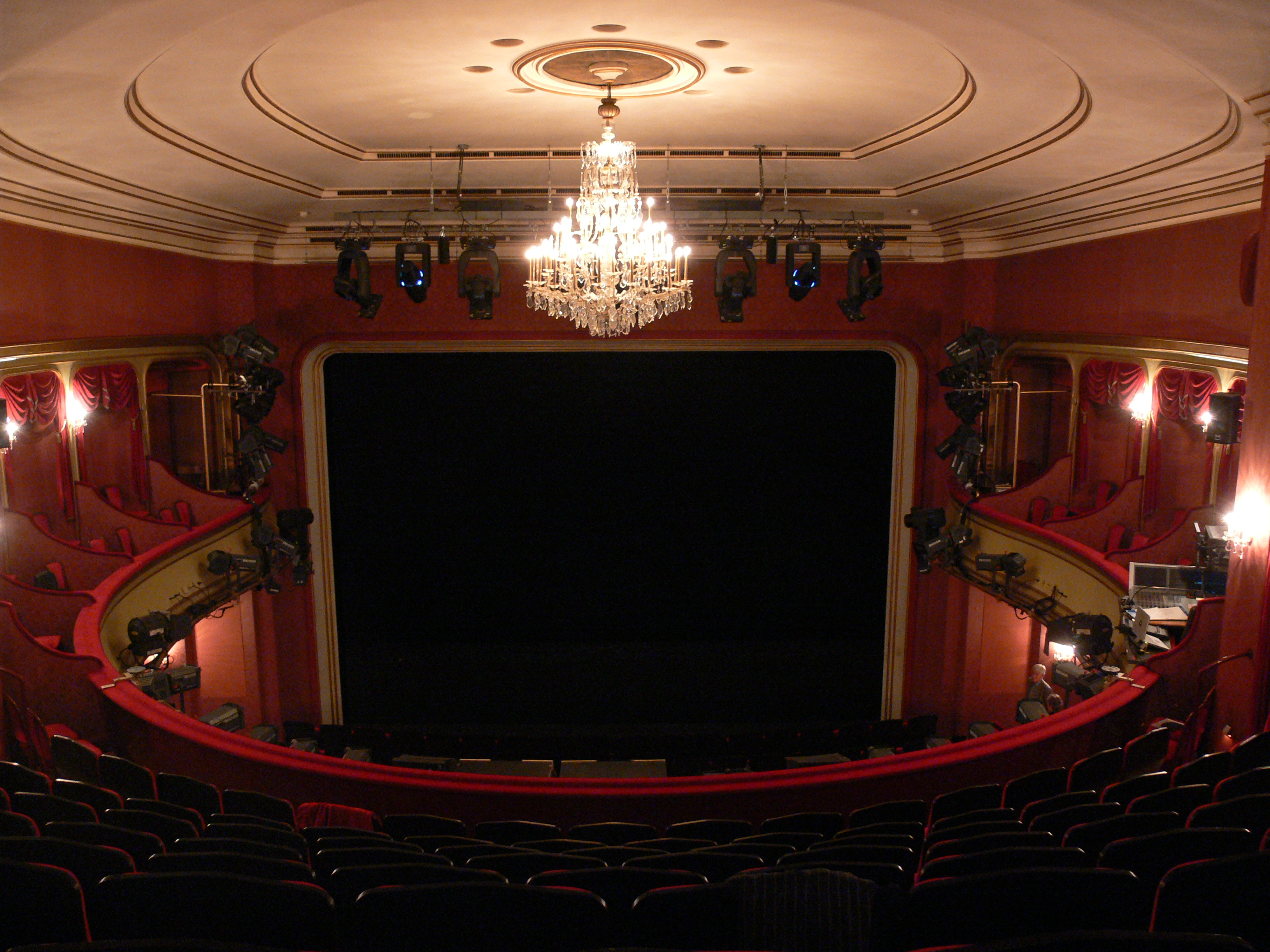
Schauspielhaus Zürich

Frisch visitava regularmente, já durante seus estudos, exposições no Teatro de Zurique (Schauspielhaus Zürich) - que aceitava exilados alemães durante o período nazista e oferecia um programa de alta categoria. Em 1944, o diretor do teatro, Kurt Hirschfeld, encorajou Frisch a trabalhar para o teatro e ofereceu a ele apoio para concretização dessa proposta. . Em sua primeira peça, Santa Cruz (de 1944, estreada em 1946), o recém-casado Max Frisch se pergunta como os sonhos e anseios de cada indivíduo se encaixam na vida conjugal. Já em seu romance publicado em 1944, J’adore ce qui me brûle ou, em alemão, Die Schwierigen (As dificuldades), ele salienta a incongruência da existência artística e burguesa, e, desenvolvendo o protagonista de seu primeiro romance, retrata um relacionamento amoroso falhado do pintor Jürg Reinhart. No texto em prosa Bin oder Die Reise nach Peking (Bin ou a viagem a Pequim), ele aproveita novamente a problemática de 1945.

### Teatro de Zurique
As peças de teatro que subsequentes se baseiam na Guerra. Nun singen sie wieder (Agora eles cantam novamente), de 1945, levanta a questão da culpa dos soldados, que seguem ordens desumanas, e os trata de acordo com a perspectiva subjetiva dos afetados. A peça evitava posições indiferentes e seria apresentada também em palcos alemães durante dos anos de 1946 e 1947. O jornal NZZ fez um artigo de capa em que acusava Frisch de aliviar o terror do nazismo e recusou-se a imprimir a resposta do autor. A peça Die Chinesische Mauer (A muralha da China), de 1946, dialoga com a possibilidade de que a humanidade poderia, por meio da recém-criada bomba atômica, exterminar a si própria. Tal peça fornecia base para amplas discussões, mas foi, no entanto, gradativamente esquecida, tendo hoje pouco reconhecimento em comparação com peças como Die Physiker (1962), de Friedrich Dürrenmatt e In der Sache J. Robert Oppenheimer, de Heinar Kipphardt (1964).
O trabalho em conjunto com Hirschfeld permitiu a Frisch relações que o influenciaram significativamente: ele conheceu, em 1946, Carl Zuckmayer e, em 1947, o jovem Friedrich Dürrenmatt, com quem, independente das diferenças entre as individualidades artísticas de cada um, criou uma amizade de longa data. No mesmo ano, Frisch encontrou Bertolt Brecht, cujo trabalho ele admirava e com quem ele passou regularmente a trocar questionamentos sobre arte. Ele se manteve com uma posição independente, que era caracterizada pelo ceticismo contra as tradicionais políticas de educação. Isso se vê principalmente na peça Als der Krieg zu Ende war (Quando a Guerra acabou), em que Frisch retrata relatos de testemunhas oculares do Exército Vermelho, os quais o viam como força de ocupação. 

Max Frisch - 1955

Em abril de 1946, Frisch viaja junto a Hirschfeld para a Alemanha pós-guerra. Em agosto de 1948, ele visita um Congresso Internacional da Paz em Breslávia, para o qual foram convidados inúmeros intelectuais que deveriam contribuir para a mediação política entre a Alemanha Oriental e a Ocidental. Como os anfitriões, no entanto, abusaram do congresso e o usaram como uma plataforma de propaganda e pouquíssimo como uma troca entre os convidados, Frisch voltou para a Varsóvia, agora com o objetivo de coletar mais impressões independentes em seu caderno de notas. Contudo, após seu retorno, o jornal NZZ o acusou de simpatia com o comunismo e recusou-se, mais uma vez, a imprimir a declaração de Frisch em resposta à acusação, para que ele, assim, encerrasse a colaboração com o jornal.

### Passagem como romancista e escritorfreelancer
Em 1947, Frisch tira das cerca de 130 notas do caderno, as quais ele juntara durante o período da Guerra, a obra literária Tagebuch mit Marion (Diário com Marion). Peter Suhrkamp encoraja Frisch a continuar desenvolvendo o conceito, e dá sugestões concretas ao texto através de um feedback pessoal. Em 1950, aparece na nova edição fundada por Suhrkamp o Tagesbuch 1946–1949 (Diário 1946-1949), um aglomerado de relatórios de viagem e considerações autobiográficas, ensaios políticos e de teorias literárias, assim como esboços literários. Tudo isso antecipava dramas e temas principais das obras narrativas de Frisch que viriam a ser publicados na década seguinte. Críticos certificam que a obra deu um impulso ao gênero de diário literário, e que seu autor encontrou a “conexão ao nível europeu”. No entanto, o sucesso comercial se estabeleceu apenas depois da nova edição, em 1958.
Em 1951, foi publicado o drama Graf Öderland (O Conde Öderland), que já estava esboçado no diário. Ele conta sobre um promotor de justiça, que cansara matando com um machado todos aqueles que ficassem em seu caminho e o impedissem de alcançar seu objetivo. Öderland termina como líder de um revolucionário movimento libertário e recebe, através dessa posição poder, responsabilidades que o tornam tão livre quanto era no início da peça. O drama foi, tanto para o público quanto para os críticos, um visível fracasso. A peça muitas vezes era mal interpretada como uma crítica ideológica ou indicada como niilista. Frisch, pelo contrário, considerava O Conde Öderland como sua obra mais significativa e a reformulou mais de uma vez para outras apresentações, uma vez em 1956 e outra em 1961, nunca alcançando uma recepção muito positiva. 

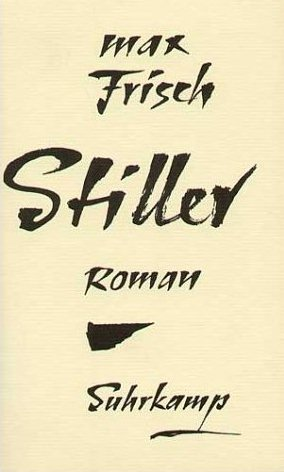

Tendo recebido uma bolsa de estudos da fundação Rockefeller, Frisch viajou entre abril de 1951 e maio de 1952 para os Estados Unidos e para o México. Durante esse período, trabalhou no título Was macht ihr mit der Liebe (O que vocês fazem com o amor), um antecessor do posterior romance Stiller, assim como na peça de teatro Don Juan ou Die Liebe zur Geometrie (O amor à Geometria), que em maio de 1953 estreou ao mesmo tempo em Zurique e Berlim. Nessa peça, ele retorna ao tema do conflito entre as obrigações conjugais e os interesses intelectuais: a personagem principal da peça é uma paródia de Don Juan, que se interessa pela primeira linha dos estudos geométricos e por jogos de xadrez, e cuja vida, no entanto, é preenchida por mulheres apenas em um momento episódico. Depois de seu comportamento insensível ter ocasionado inúmeras mortes, ele se apaixona por uma moça anteriormente prostituta.
Em 1954 surgia o romance Stiller, cujo protagonista, Anatol Ludwig Stiller, antes de qualquer coisa, reivindicava ser outra pessoa. No decorrer do processo judicial que acontece na peça, ele é, porém, obrigado a reconhecer novamente sua identidade original de escultor suíço. Até sua morte, ele vive novamente com a esposada qual havia anteriormente se separado. O romance, que conecta elementos de romances criminais com uma forma de escrita narrativa autêntica de diários, fez sucesso comercial e trouxe a Frisch um amplo reconhecimento como escritor. Ao mesmo tempo, a crítica elogiou a complexa construção e perspectiva do romance e também a conexão entre a percepção filosófica e a experiência autobiográfica. A tese da incompatibilidade entre a arte e a família reaparece em Stiller. Após essa publicação, Frisch assumiu as consequências de um matrimônio permeado por suas traições amorosas, separou-se de sua família e adquiriu uma pequena casa em uma fazenda de Männedorf. Depois de suas publicações terem sido, por alguns anos, sua fonte de renda principal, Frisch encerrou, em janeiro de 1955, as atividades de seu escritório de arquitetura para trabalhar somente como escritor. 

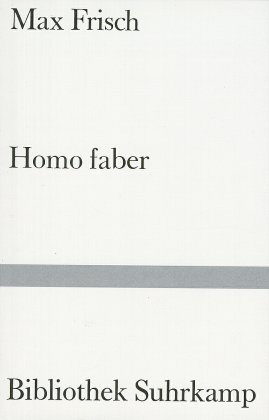

No final de 1955, iniciou a escrita do romance Homo Faber, que seria lançado em 1957. O romance trata de um engenheiro que fracassa na vida devida sua visão de mundo puramente técnica e racional. As rotas traçadas pelo protagonista espelham as próprias rotas que Frisch percorreu durante a construção do romance. Essas rotas o conduziram para a Itália em 1956, depois, cruzando de navio o Atlântico, aos Estados Unidos pela segunda vez, para o México e para Cuba e, no ano seguinte, para a Grécia. Homo Faber foi adotado pelo cânone escolar e é um dos livros mais lidos de Frisch.

### Conquistas no teatro e relacionamento com Ingeborg Bachmann

No ensaio de Biedermann e os incendiários com Oskar Wälterlin em 1958

A peça Biedermann e os incendiários, estreada em 1958, consolidou Frisch mundialmente como dramaturgo. A peça fala sobre um pequeno burguês que decide hospedar incendiários em sua casa e, mesmo com todos os indícios de perigo, não os manda embora, o que resulta no incêndio da moradia. Os primeiros rascunhos surgiram já em 1948, sob a situação da tomada de poder dos comunistas na Tchecoslováquia e foram publicados no Tagesbuch 1946-1949 (Diário 1946-1949). A intenção de Frisch era abalar a confiança dos espectadores de que eles reagiriam de forma mais prudente frente a uma situação de perigo semelhante à posta. Por causa da interpretação do público suíço de a peça ser pura advertência em relação ao comunismo, Frisch sentiu-se incompreendido. Para a estreia alemã, ele acrescentou um ‘pós-peça’, que foi compreendido como uma advertência em relação ao nacional-socialismo e foi posteriormente suprimido. Em 1953, a Rádio Bávara transmitiu uma versão em áudio da peça.

### Trabalho tardio e velhice
Depois de ter sobrevivido a graves problemas de saúde em 1978, criou, em outubro de 1979, a Fundação Max Frisch (Max-Frisch-Stiftung), que seria administrada com seu patrimônio. Sua mais importante entidade é o Max Frisch Archiv, localizado no Instituto Federal de Tecnologia de Zurique (Eidgenössische Technische Hochschule Zürich) e aberto ao público desde 1983.
A velhice e a efemeridade foram cada vez mais o cerne do trabalho de Max Frisch com o passar dos anos. Em 1976, Frisch publicou a peça teatral Triptychon, cuja trama era ambientada no reino de Hades e que foi adaptada para rádio em abril de 1979 e, em outubro do mesmo ano, foi estreada em Lausanne.  Uma atuação em Frankfurt fez o conjunto local ser contra a peça, sob a alegação de ela não ser politicamente correta. A estreia no Burgtheater em Viena foi considerada por Frisch como um sucesso, já o público reagiu de forma reticente diante da complexa construção da obra.
Em 1980, Frisch restabeleceu contato com Alice Locke-Carey com quem viveu até 1984, alternando a residência entre Nova Iorque e Berzona. Nos Estados Unidos, Max Frisch era um escritor apreciado e, portanto, recebeu, entre outros, o título de doutor honoris causa da Universidade de Bard (Bard College) em 1980 e da Universidade da Cidade de Nova Iorque (City University of New York) em 1982. A tradução de A humanidade surge no Holoceno (Der Mensch erscheint im Holozän) foi aclamada pela crítica do News York Times como melhor narrativa do ano de 1980. O texto conta a história de um industriário aposentado que padece sob a perda de suas faculdades mentais e sob o desgaste dos seus relacionamentos com outras pessoas.  Frisch empenhou-se na autencidade desse texto, defendendo-se sempre contra leituras demasiadamente biográficas. Depois de concluídos os lançamentos de 1979, Frisch passou por um período de suspensão da sua produtividade escrita, que foi superada no outono de 1981 com o lançamento do texto em prosa Barba Azul (Blaubart).
Em 1983, iniciou o relacionamento com sua última companheira, Karin Pilliod, com quem ele participou, em 1987, do moscovita Fórum por um mundo livre de armas nucleares.  Em 1984, Frisch retornou a Zurique, onde morou até morrer. Depois da morte de Frisch, Karin Pilliod descobriu que, entre 1952 e 1958, ele manteve um relacionamento amoroso com sua mãe, Madeleine Seigner-Besson. Em março de 1989, Frisch foi diagnosticado com um incurável câncer de intestino.  No mesmo ano, esteve envolvido com o Escândalo dos peixes (Fichenaffäre) - episódio da história suíça do final da Guerra Fria. Em primeiro de agosto de 1990, ele conseguiu acesso aos documentos governamentais e elaborou sobre o assunto, antes do final de 1990, o comentário Desconhecimento como defesa de Estado? (Ignoranz als Staatsschutz?), no qual ele comentou cada parte do arquivo individualmente. Sua ficha catalográfica é intitulada “Um documento da ignorância, da intolerância e da provincialidade”. O texto foi publicado como livro em 2015 pela editora Suhrkamp.

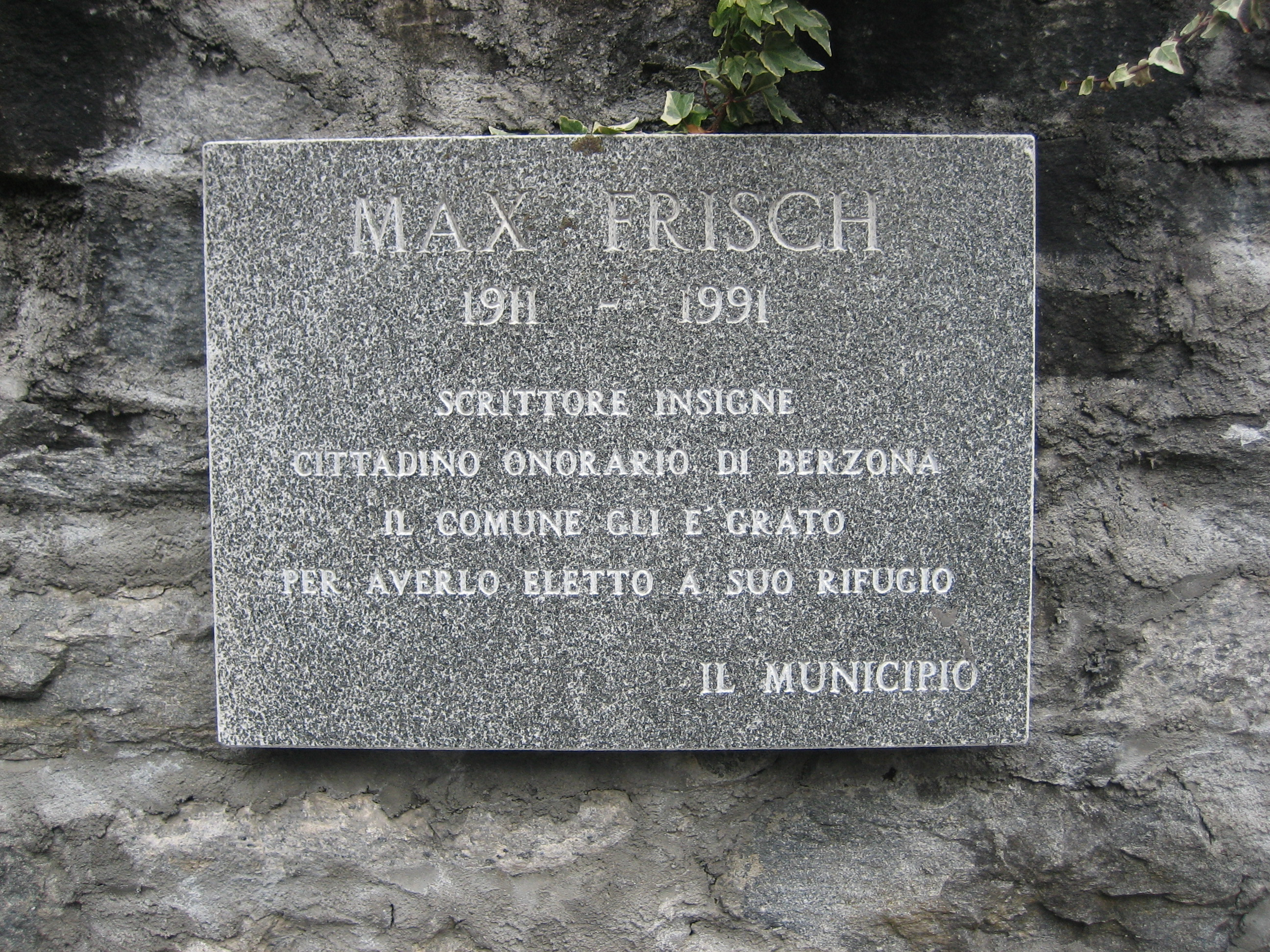
Placa comorativa em Berzona

Frisch resolveu os detalhes de seu sepultamento, e se envolveu ainda na discussão sobre a abolição do Exército Suíço e publicou o texto em prosa intitulado Schweiz ohne Armee? Ein Palaver (Suíça sem exército? Uma conversa)  e uma encenação sobre o assunto, Jonas und sein Veteran (Jonas e seus veteranos). Max Frisch faleceu em 4 de abril de 1991 em  meio aos preparativos para seu octagésimo aniversário. O funeral aconteceu no dia 9 de abril de 1991 na Igreja de São Pedro. Seus amigos Peter Bichsel e Michel Seigner falaram na cerimônia. Karin Pilliod leu uma declaração, mas não houve o pronunciamento de nenhum clérigo.  Frisch era agnóstico e pensava que toda crença era supérflua. As cinzas de Max Frisch foram jogadas em uma fogueira durante o memorial organizado por seus amigos na cidade de Ticino; uma placa colocada no muro do cemitério de Berzona lembra o escritor.

## Obras
- Antwort aus der Stille [Uma resposta do Silêncio], 1937;
- Stiller [Não sou Stiller], 1954;
- Homo faber, 1957;
- Biedermann und die Brandstifter [Biedermann e os incendiários], 1958;
- Andorra, 1961;
- Mein Name sei Gantenbein [Gantenbein], 1964;
- Montauk, 1975.